# Kevin Speed
Kevin Speed est une start-up ferroviaire française qui prévoit d'exploiter des TGV low-costs d'ici 2028. Les services envisagés relieraient Paris à Lille, Strasbourg et Lyon, avec des arrêts à toutes les gares TGV intermédiaires, toutes les heures du matin jusqu'à tard le soir. Tout en étant structurée sous la forme d'une société par actions simplifiée (SAS), elle entend mettre en place un actionnariat salarié, les salariés détenant des actions de l'entreprise.

## Histoire
En octobre 2022, Kevin Speed a annoncé son intention de demander 30 ans de droit d'accès aux voies auprès du gestionnaire de l'infrastructure ferroviaire française SNCF Réseau, la durée de 30 ans des droits correspondant à la durée de vie du matériel roulant qu'ils envisagent d'acquérir. L'entreprise a estimé qu'elle paierait 1 milliard d'euros par an en frais d'accès aux voies. Elle a également annoncé les détails d'un protocole d'accord qu'elle a signé pour acquérir du matériel roulant pour ses services.
En février 2024, Kevin Speed a signé un accord avec SNCF Réseau pour des sillons horaires sur les LGV Sud-Est, Est, et Nord. Les tests devraient commencer en 2026, avant la mise en service commerciale en 2028.

## Services
Kevin Speed a pour objectif d'offrir des services ferroviaires à grande vitesse à faible coût destinés aux navetteurs quotidiens voyageant vers et depuis les grandes villes françaises, avec des services destinés à desservir des destinations régionales intermédiaires de moindre importance. Le service serait nommé ilisto, raccourci de illico presto.
Le service débuterait en décembre 2028, sur 3 lignes, avec un train toutes les heures entre 6h et minuit :
- Paris-Nord - TGV Haute-Picardie - Lille-Flandres[7]
- Paris-Est - Champagne-Ardenne TGV - Meuse TGV - Lorraine TGV - Strasbourg-Ville[8]
- Paris-Lyon - Le Creusot TGV - Mâcon-Loché TGV - Lyon-Part-Dieu[9]

Pour proposer des prix bas, elle prévoit d'exploiter des services avec une forte densité de sièges et des trains plus courts, mais avec une fréquence plus élevée: provisoirement six allers-retours par jour, avec des rotations serrées aux gares terminales et chaque conducteur effectuant deux allers-retours. Il n’y aurait pas de réservation de sièges : les tarifs seraient réservés via une application et fluctueraient en fonction de la demande (principe du yield management). Les billets en heure creuse commenceraient à 3 € pour 100 km sur les lignes Paris-Lille et Paris-Strasbourg, et à 5 € les 100 km sur la ligne Paris-Lyon (dû à la plus forte demande de sillon sur cette ligne). Depuis 2023, SNCF Voyageurs facture en moyenne 16 € pour 100 km pour un billet TGV inOui 2e classe sur ces lignes.
Outre l'achat des tickets, l'application permettrait également aux passagers de communiquer entre eux pour faciliter des activités telles que le partage de voiture sur le dernier kilomètre.
La société estime que proposer des tarifs bas et un service de qualité lui permettra de générer des revenus qui lui permettront de financer du nouveau matériel roulant.

## Matériel roulant
En mars 2024, l'entreprise annonce s'apprêter à acheter 20 nouvelles rames à grande vitesse à Alstom. Dans le cadre du modèle économique de l'entreprise mentionné ci-dessus, les trains disposeraient de rangées de 5 sièges et seraient plus courts que les trains TGV existants exploités par la SNCF. L'entreprise a mentionné qu'elle avait exploré d'éventuelles options de design intérieur avec la société de design Neomind en septembre 2022.